# NBA 2K3
NBA 2K3 è un videogioco di pallacanestro uscito il 7 ottobre 2002 per Nintendo Game Cube, PlayStation 2 e Xbox. È stato pubblicato da SEGA e sviluppato da Visual Concepts. Ancora una volta, come i giochi precedenti, Allen Iverson dei Philadelphia 76ers è l'atleta di copertina.